# Central California Women's Facility
L'établissement pour femmes de Californie centrale (en anglais : Central California Women's Facility ou CCWF) est une prison d'État pour femmes américaine située à Chowchilla en Californie et gérée par le Département des services correctionnels et de réhabilitation de Californie. Une autre prison pour femmes, la prison d’État de Valley (en), se trouve dans la même ville. L'établissement possède le seul couloir de la mort pour femmes de la Californie.

## Détenues notables
- Nikki Charm, actrice de films pornographiques, condamnée à 5 ans de prison et libérée en décembre 2005[3].
- Susan Atkins, complice de Charles Manson, est transférée à la CCWF le 24 septembre 2008[4] et y meurt le 24 septembre 2009.
- Dorothea Puente, tueuse en série américaine.